# Laura Pepe
Laura Pepe (Rho, 13 ottobre 1969) è una storica, latinista e grecista italiana.

## Biografia
Allieva di Eva Cantarella, è professoressa di Istituzioni di diritto romano e diritto greco a La Statale di Milano, e ha insegnato materie legate al diritto classico anche all'Università degli Studi di Bergamo, alla Bocconi e alla Liuc. È molto attiva nell'ambito della didattica con manuali per Einaudi Scuola, e in quello della divulgazione, anche attraverso i media radiofonici e televisivi.

## Opere principali
- Illeciti e giustizia popolare nelle XII Tavole, Milano, Cuem, 1999
- Ricerche sul furto nelle 12 tavole e nel diritto attico, Milano, Cuem, 2003
- Phonos: l'omicidio da Draconte all'età degli oratori, Milano, Giuffrè, 2012
- Grammatica Picta - Corso di lingua latina (con Massimo Vilardo), Milano, Mondadori - Einaudi Scuola, 2017
- Gli eroi bevono vino: il mondo antico in un bicchiere, Bari-Roma, Laterza, 2018
- Atene a processo: il diritto ateniese attraverso le orazioni giudiziarie, Bologna, Zanichelli, 2019
- La voce delle sirene: i Greci e l'arte della persuasione, Bari-Roma, Laterza, 2020 (vincitore del Premio Nazionale di Divulgazione Scientifica Giancarlo Dosi 2021 per l'Area E - Scienze giuridiche, economiche e sociali)
- Storie meravigliose di giovani greci, Laterza, 2022
- I tendini di Zeus: corpo, anima e immortalità del mito greco, Solferino, 2023
- Un giorno con i giganti. La Grecia antica in sei lezioni, Rizzoli, 2023
- Sparta, Laterza, 2024

## Trasmissioni televisive
- Vesuvio e Campi flegrei: tra scienza e mito, con Luigi Bignami - 2019, Focus Tv
- Pompei senza veli - 2019, Focus Tv
- Gladiatori: tra storia e leggenda - 2020, Focus Tv
- Cesare e Nerone: tra storia e leggenda - 2020, Focus Tv (vincitore del premio Moige 2021-2022)
- Rivivere Pompei: il rito del cibo all'ombra del Vesuvio - 2021, Focus Tv
- Pompei di notte - 2021, Focus Tv
- I mille volti di Siracusa. Dal mito alla storia, con Alessandro Vanoli - 2022, Focus Tv
- Pozioni, incantesimi e farmaci. La medicina nel mondo antico - 2023, Focus Tv
- Ercolano. Vivere una città antica - 2023, Focus Tv
- Kosmos. L'universo degli antichi e dei moderni - 2024, Focus Tv
- Le grandi battaglie di Roma - 2024, Focus Tv